# Џосерова пирамида
29° 52′ 16.56″ N 31° 12′ 59.02″ E / 29.8712667° С; 31.2163944° И
Џосерова степенаста пирамида је саграђена као гробница другог фараона треће династије Џосера око 2650. године п. н. е. Када је саграђена била је висока 62,5 m и покривена белим кречњаком, док јој је данас висина 60 m. Пирамида је заправо део краљевског комплекса који чини низ грађевина. Налази се у некрополи Сакара северозападно од древног Мемфиса. Архитект ове пирамиде био је фараонов везир Имхотеп.
Ова египатска пирамида састојала се од шест мастаба различите величине, саграђених једна на другој, што указује да је оригинални пројекат временом модификован.
Комплекс, који је имао 14 лажних и једна права врата, чине:
- двориште за Сед светковину,
- северна и јужна палата,
- мали храм и
- јужна гробница.

Дуж источне и западне стране дворишта налазиле су се грађевине које су били модели, што је закључено по малим улазима и просторијама које су тзв. капеле богова. Током свечаности богови су долазили до малих двориптема, сердаба где су се налазиле џиновске статуе.
Надземна структура пирамиде је првобитно била четвороугаона мастаба, која је проширена како би се затворили вертикални шахтови који су водили до гробнице. Затим је била четворостепена, да би коначно добила шестостепену надземну структуру. Испод ове структуре налазила се рампа којом се долазило до шахтова и галерије. У средини се налазило гробно место. На северу пирамиде био је храм мртвих, са улазом на источној страни.
Џосерову пирамиду је истраживао и реконструисао Жан Филип Лоеаје.